# Case Management Model and Notation
| QS-Informatik | Dieser Artikel wurde wegen inhaltlicher Mängel auf der Qualitätssicherungsseite der Redaktion Informatik eingetragen. Dies geschieht, um die Qualität der Artikel aus dem Themengebiet Informatik auf ein akzeptables Niveau zu bringen. Hilf mit, die inhaltlichen Mängel dieses Artikels zu beseitigen, und beteilige dich an der Diskussion! (+) Begründung: Von den Strukturen der Beschreibungssprache CMMN erfährt man so gut wie nichts. Nebulöse Formulierungen, unpräziser Begriffsgebrauch und Links auf Begriffsklärungsseiten machen den Artikel überarbeitungsbedürftig. --A.Abdel-Rahim (Diskussion) 13:41, 13. Mai 2021 (CEST) |

Die Case Management Model and Notation (kurz CMMN) ist eine grafische Darstellung im Fallmanagement, die z. B. im juristischen, sozialen oder medizinischen Umfeld eingesetzt wird, sowie ein Format für den Austausch von Fallmodellen zwischen verschiedenen Tools. Dabei ist ein Fall ein Verfahren, das in einer bestimmten Situation, in Bezug auf ein Thema, zu Maßnahmen führt, um ein gewünschtes Ergebnis zu erzielen.
Während sich Business Process Model and Notation (BPMN) mit vorhersehbaren und im Voraus definierbaren Prozessen befasst, konzentriert sich CMMN auf die Unterstützung von Prozessen, die an den jeweils vorliegenden Fall angepasst werden und somit unvorhersehbar, nicht wiederholbar, schwach strukturiert und wissensintensiv sind. Im Zentrum steht die Idee des Wissensarbeiters, welcher die Expertise zur Ausführung nötiger Tätigkeiten hat.

## Beispiel
Ein Patient kommt in die Notaufnahme. Nach seiner Registrierung bzw. Identifikation wird – etwa in einem Arztgespräch – die Anamnese durchführt. Aufgrund der Diagnose beschließt der Arzt fallbezogen, entsprechende Behandlungsmaßnahmen mit dem Ziel, dem Patienten zu helfen. Die Grafik zeigt die Fallbearbeitung am Beispiel eines Bruchs.

## Notation
Im Gegensatz zur Prozessmodellierung mit BPMN erfolgt die Modellierung von Fällen nicht einem strengen Sequenzfluss-Prinzip, sondern der Statuswechsel steht im Vordergrund. Die Fallbearbeitung fokussiert also auf Zwischenstände in der Bearbeitung (z. B. Anamnese abgeschlossen, Medikation festgelegt etc.). Wie diese Status erreicht werden können, mag sich von Fall zu Fall unterscheiden. Die CMMN bietet hierzu nun verschiedene Symbole an.

### Fallakte (case file)
Die Fallakte ist das kontextbildende Element der CMMN und dient als Klammer für die Fallbearbeitung. Das Symbol Fallakte (Case Plan) wird durch einen Ordner repräsentiert, der alle sonstigen CMMN Elemente umfasst. Dies sind in der Regel Aufgaben und Daten.

### Falldaten (case file item)
CMMN sammelt Daten in der Fallakte (Case File), um zu entscheiden, welche Aktivitäten zum vorherrschenden Zeitpunkt für den Fallbearbeiter möglich gemacht werden. Die Fallakte dient der Sammlung mehrerer Case File Items, welche die eigentlichen Daten darstellen. Ein Case File Item kann wiederum weitere Case File Items enthalten. Case Files werden als Dateien innerhalb der Fallakte dargestellt:

### Aufgabe (task)
In Abhängigkeit der oben beschrieben Daten in der Fallakte können nun Aufgaben ausgeführt werden. Hier unterscheidet die CMMN vier Aufgabentypen: den Human Task, den Process Task, den Case Task sowie den untypisierten Task. Sie werden dargestellt als Rechtecke mit abgerundeten Ecken und dem Typ in der linken oberen Ecke:

### Bedingung (sentry)
In der Fallbearbeitung kann es vorkommen, dass einige Aufgaben erst verfügbar werden, wenn bestimmte
1. Daten vorliegen
2. Zustände erreicht sind
3. Meilensteine erreicht sind, oder
4. andere Aufgaben zuvor erledigt wurden.

Um diese Voraussetzungen zu prüfen, werden in der CMMN sogenannte Sentries verwendet, welche bestimmen, was die Start-Voraussetzungen für eine Aufgabe sind (entry criterion sentry) oder Abschlussvoraussetzungen für eine Aufgabe sind (exit criterion sentry).

### Meilensteine (milestones)
Meilensteine sind wichtige Zustände (Status) in der Bearbeitung, die durch die Ausführung von Aufgaben erreicht werden können. Das Erreichen eines Meilensteins bedeutet, dass eine weitere Phase des Falles abgeschlossen ist.

## Versionen der CMMN
Ein Konsortium von 11 Unternehmen trug zur Entwicklung von CMMN bei, das jetzt von der Object Management Group gepflegt wird.
- Version 1.0 wurde im Mai 2014 veröffentlicht[3]
- Version 1.1 wurde im Dezember 2016 veröffentlicht.[4]

## Beziehung zu anderen Modellierungssprachen
Die OMG (Object Management Group) hat eine Reihe von Modellierungstandards veröffentlicht, die in der Branche mittlerweile als Triple Crown of Business Process Management bezeichnet wird. Zu diesen Sprachen gehört neben der BPMN auch die CMMN und die Decision Model and Notation (DMN).